# ジェイスマ・サイディ・ンドゥレ
ジェイスマ・サイディ・ンドゥレ（Jaysuma Saidy Ndure、1984年1月1日 ‐ ）は、ガンビア出身でノルウェー国籍の陸上競技選手。専門は短距離走。100mで9秒99、200mで19秒89、室内60mで6秒55の自己ベストを持つ、3種目のノルディック記録およびノルウェー記録保持者。200mでは2011年大邱世界選手権と2013年モスクワ世界選手権でファイナリスト（4位と8位）、2007年ワールドアスレチックファイナルで優勝の実績を誇る。ジャイスマ・サイディ・ンドゥレ、ジャイスマ・サイディ・ヌドゥレとも呼ばれる。

## 経歴

### 2001年
ノルウェーに移住。

### 2004年
7月のアフリカ選手権に出場すると、男子100m決勝で10秒43（0.0）をマークし、オルソジ・ファスバ（10秒21）、イドリッサ・サヌー（10秒37）に次いで銅メダルを獲得した。8月のアテネオリンピックではガンビア選手団の旗手を務めた。男子100mと200mに出場すると、100mは1次予選を10秒26（+0.1）のガンビア新記録（当時）で突破し、2次予選まで進出した。200mでも2次予選まで進出したが、20秒73（+0.1）の組6着に終わり準決勝には進めなかった。

### 2005年
8月のヘルシンキ世界選手権男子200mに出場し、世界大会で初のセミファイナリストとなった。準決勝では組4着までに入れば決勝に進出できたが、結果は20秒75（-0.1）の組5着に終わり、0秒07差で決勝進出を逃した。

### 2006年
9月に年間王者決定戦と呼ばれたワールドアスレチックファイナル男子200mに出場し、20秒47（-0.1）のガンビア新記録を樹立するも6位に終わった。12月にノルウェーの市民権を取得。

### 2007年
8月7日のDNガラン男子100mで10秒07（-1.0）のノルディック新記録およびノルウェー新記録（ともに当時）を樹立し、1996年にゲイル・モーエンがマークした10秒08を塗り替えた。9月のワールドアスレチックファイナルに2大会連続となる出場を果たすと、男子100mでは10秒06（-0.3）のノルディック新記録およびノルウェー新記録（ともに当時）を樹立し、アサファ・パウエル（9秒83）に次いで銀メダルを獲得した。200mでもそれまでの自己ベスト（20秒25）を大幅に更新する19秒89（+1.3）のノルディック新記録およびノルウェー新記録を樹立。ゲイル・モーエンが1996年にマークした20秒17を塗り替え、ウォーレス・スピアモン（20秒18）やロドニー・マーティン（20秒27）を破り、初のメジャータイトルを獲得した。

### 2011年
6月30日のダイヤモンドリーグ・アスレティッシマ男子100mで9秒99のノルディック新記録およびノルウェー新記録を樹立。自身の持つ記録（10秒00）を塗り替え、ノルウェーの選手として初めて10秒の壁を突破した。8-9月の大邱世界選手権には男子100mと200mに出場すると、100mは2大会連続で準決勝敗退に終わったが、200mは準決勝を20秒50（-1.0）で突破して初のファイナリストとなった。決勝では自己ベスト（19秒89）に迫る19秒95（+0.8）をマークしたが、ウサイン・ボルト（19秒40）、ウォルター・ディックス（19秒70）、クリストフ・ルメートル（19秒80）に次ぐ4位でメダルを逃した。

### 2013年
8月のモスクワ世界選手権男子200mの準決勝で20秒33（0.0）をマークし、タイムで拾われて2大会連続のファイナリストとなったが、初のメダルがかかった決勝は20秒37（0.0）の8位に終わった。

## 自己ベスト
記録欄の（　）内の数字は風速（m/s）で、+は追い風、-は向かい風を意味する。
| 種目 | 記録          | 年月日        | 場所               | 備考             |
| 屋外 | 屋外          | 屋外          | 屋外               | 屋外             |
| ---- | ------------- | ------------- | ------------------ | ---------------- |
| 100m | 9秒99 (+1.0)  | 2011年6月30日 | ローザンヌ         | ノルディック記録 |
| 100m | 9秒92w (+2.3) | 2014年6月7日  | フローレ           | 追い風参考記録   |
| 200m | 19秒89 (+1.3) | 2007年9月23日 | シュトゥットガルト | ノルディック記録 |
| 400m | 48秒71        | 2009年3月14日 | サンディエゴ       |                  |
| 室内 |               |               |                    |                  |
| 60m  | 6秒55         | 2008年2月24日 | ヘント             | ノルディック記録 |
| 100m | 10秒19        | 2014年2月15日 | フローレ           | ノルウェー記録   |

### ガンビア記録
| 種目 | 記録  | 年月日        | 場所         |
| 室内 | 室内  | 室内          | 室内         |
| ---- | ----- | ------------- | ------------ |
| 60m  | 6秒71 | 2006年2月19日 | コルスホルム |

## 主要大会成績
備考欄の記録は当時のもの
| 年         | 大会                                 | 場所               | 種目     | 結果     | 記録          | 備考               |
| ガンビア   | ガンビア                             | ガンビア           | ガンビア | ガンビア | ガンビア      | ガンビア           |
| ---------- | ------------------------------------ | ------------------ | -------- | -------- | ------------- | ------------------ |
| 2002       | 世界ジュニア選手権                   | キングストン       | 200m     | 予選     | 21秒53 (+1.5) |                    |
| 2002       | 英連邦競技大会 (en)                  | マンチェスター     | 200m     | 2次予選  | 21秒20 (+0.8) | ガンビア記録       |
| 2002       | 英連邦競技大会 (en)                  | マンチェスター     | 4x100mR  | 予選     | DQ (4走)      |                    |
| 2003       | アフリカジュニア選手権 (en)          | ガルア             | 100m     | 3位      | 10秒59 (+3.7) |                    |
| 2003       | アフリカジュニア選手権 (en)          | ガルア             | 200m     | 優勝     | 21秒23 (+3.6) |                    |
| 2003       | 世界選手権                           | パリ               | 200m     | 1次予選  | 21秒42 (-0.5) |                    |
| 2003       | アフリカ競技大会 (en)                | アブジャ           | 100m     | 準決勝   | 10秒74 (+0.7) |                    |
| 2003       | アフリカ競技大会 (en)                | アブジャ           | 200m     | 準決勝   | 21秒39 (+1.1) |                    |
| 2004       | アフリカ選手権 (en)                  | ブラザヴィル       | 100m     | 3位      | 10秒43 (0.0)  |                    |
| 2004       | アフリカ選手権 (en)                  | ブラザヴィル       | 200m     | 6位      | 21秒19 (0.0)  |                    |
| 2004       | オリンピック                         | アテネ             | 100m     | 2次予選  | 10秒39 (-0.1) |                    |
| 2004       | オリンピック                         | アテネ             | 200m     | 2次予選  | 20秒73 (+0.1) |                    |
| 2005       | 世界選手権                           | ヘルシンキ         | 200m     | 準決勝   | 20秒75 (-0.1) |                    |
| 2006       | 英連邦競技大会 (en)                  | メルボルン         | 200m     | 準決勝   | 20秒70 (+1.0) |                    |
| 2006       | ワールドアスレチック ファイナル (en) | シュトゥットガルト | 200m     | 6位      | 20秒47 (-0.1) | ガンビア記録       |
| ノルウェー |                                      |                    |          |          |               |                    |
| 2007       | ワールドアスレチック ファイナル (en) | シュトゥットガルト | 100m     | 2位      | 10秒06 (-0.3) | ノルディック記録   |
| 2007       | ワールドアスレチック ファイナル (en) | シュトゥットガルト | 200m     | 優勝     | 19秒89 (+1.3) | ノルディック記録   |
| 2008       | オリンピック                         | 北京               | 100m     | 2次予選  | 10秒14 (+0.1) |                    |
| 2008       | オリンピック                         | 北京               | 200m     | 準決勝   | DNS           |                    |
| 2009       | 世界選手権                           | ベルリン           | 100m     | 準決勝   | 10秒20 (+0.2) |                    |
| 2009       | 世界選手権                           | ベルリン           | 200m     | 予選     | DNS           |                    |
| 2010       | ヨーロッパ選手権                     | バルセロナ         | 100m     | 6位      | 10秒31 (-1.0) |                    |
| 2010       | ヨーロッパ選手権                     | バルセロナ         | 200m     | 5位      | 20秒63 (-0.8) |                    |
| 2010       | ヨーロッパ選手権                     | バルセロナ         | 4x100mR  | 予選     | 40秒04 (4走)  |                    |
| 2010       | コンチネンタルカップ (en)            | スプリト           | 200m     | 決勝     | DNF           | ヨーロッパ大陸代表 |
| 2011       | 世界選手権                           | 大邱               | 100m     | 準決勝   | 10秒21 (-1.0) |                    |
| 2011       | 世界選手権                           | 大邱               | 200m     | 4位      | 19秒95 (+0.8) |                    |
| 2012       | ヨーロッパ選手権                     | ヘルシンキ         | 100m     | 3位      | 10秒17 (-0.7) |                    |
| 2012       | オリンピック                         | ロンドン           | 100m     | 予選     | 10秒28 (-1.4) |                    |
| 2012       | オリンピック                         | ロンドン           | 200m     | 準決勝   | 20秒42 (-0.5) |                    |
| 2013       | ヨーロッパ室内選手権 (en)            | ヨーテボリ         | 60m      | 4位      | 6秒61         |                    |
| 2013       | 世界選手権                           | モスクワ           | 200m     | 8位      | 20秒37 (0.0)  |                    |
| 2014       | ヨーロッパ選手権                     | チューリッヒ       | 100m     | 6位      | 10秒35 (-0.4) |                    |
| 2014       | ヨーロッパ選手権                     | チューリッヒ       | 200m     | 予選     | 20秒78 (-0.2) |                    |
| 2016       | ヨーロッパ選手権                     | アムステルダム     | 200m     | 準決勝   | 20秒92 (-1.7) |                    |
| 2016       | ヨーロッパ選手権                     | アムステルダム     | 4x100mR  | 予選     | 39秒35 (4走)  |                    |
| 2016       | オリンピック                         | リオデジャネイロ   | 200m     | 予選     | 20秒78 (+0.6) |                    |

### ダイヤモンドリーグ
ダイヤモンドリーグの総合成績を記載。獲得ポイント欄の（　）内は出場したポイント対象レースの数を意味する。
| 年   | 種目 | 総合順位 | 獲得ポイント |
| ---- | ---- | -------- | ------------ |
| 2010 | 200m | 5位      | 1 (1レース)  |
| 2011 | 200m | 3位      | 5 (3レース)  |
| 2013 | 200m | 4位      | 4 (2レース)  |